# Solva cabrerae
Solva cabrerae is een vliegensoort uit de familie van de Xylomyidae. De wetenschappelijke naam van de soort is voor het eerst geldig gepubliceerd in 1908 door Becker.